# عبدالغنی منیر
عبدالغنی منیر مزید (زادهٔ ۱۳ سپتامبر ۱۹۹۲) یک بازیکن فوتبال اهل قطر است.